# Модель Солоу — Свона

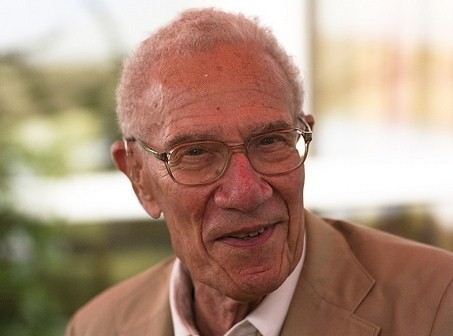
Роберт Мертон Солоу — американський економіст, автор моделі

Модель Солоу — Свона (модель Солоу) — неокласична модель екзогенного економічного зростання. Розроблена одночасно і незалежно один від одного Робертом Солоу і Тревором Своном в 1956 році.
Попри те, що модель має низку істотних недоліків (наприклад, призначена та незмінна норма заощаджень, нереалістичний розрахунок ставки відсотка для умов країн, що розвиваються), саме її вважають відправною точкою для пізніших моделей економічного зростання, яким вона дала необхідну математичну методологію для аналізу темпів зміни капіталу.

## Історія створення
До появи моделі Солоу — Свона найпоширенішим інструментом вивчення економічного зростання була модель Харрода — Доммара. Вона базувалася на кейнсіанських передумовах, оперувала винятково даними макрорівня (сукупний попит, сукупна пропозиція тощо), ігноруючи мікрорівень окремого споживача або окремого підприємства, увага була сконцентрована на можливих негативних наслідках економічного зростання, зокрема, на безробітті. Також слабкими місцями моделі Харрода — Доммара були відсутність взаємозамінності ресурсів (оскільки застосовувалась виробнича функція Леонтьєва) і нестабільність динамічної рівноваги. Неокласична теорія потребувала іншої моделі, що спиралася б на неокласичні передумови на мікрорівні і демонструвала механізм економічного зростання на макрорівні. Першим кроком у цьому напрямку й стала модель Солоу — Свона.
1956 року незалежно один від одного американський економіст Роберт Солоу (у статті «Внесок в теорію економічного зростання» в журналі The Quaterly Journal of Economics) та  австралійський економіст Тревор Свон (у статті «Економічне зростання і накопичення капіталу» в журналі The Economic Record) запропонували економіко-математичну модель, яка об'єднує неокласичну форму виробничої функції з постійним ефектом від масштабу, спадну віддачу факторів виробництва з позитивною еластичністю заміни факторів і постійну норму заощаджень. Стаття Солоу була опублікована на 9 місяців раніше за статтю Свона. В серпні 1957 року Солоу запропонував зміни у виробничій функції для врахування поступового технологічного зростання, після чого модель набула сучасного вигляду.
1987 року Роберт Солоу «за внесок до теорії економічного зростання» отримав Нобелівську премію з економіки. Співробітники Свона вважали, що йому не таланило з публікаціями — за напрямки, піонером в яких вони вважали саме Свона, інші автори отримали три Нобелівські премії з економіки.

## Опис моделі

### Базові передумови моделі
У моделі розглядається:
- Виробляється тільки один продукт {\displaystyle Y}, який використовується, як для споживання {\displaystyle C}, так і для інвестицій {\displaystyle I}.
- Економіка закрита, тобто усе вироблене прямує тільки на внутрішні інвестиції та споживання, експорт/імпорт/резервування продукції відсутні.
- Підприємства максимізують свій прибуток.
- Підприємства функціонують в умовах досконалої конкуренції.
- Темпи технологічного прогресу {\displaystyle g}, зростання населення {\displaystyle n}, норма вибуття капіталу {\displaystyle \delta }, норма заощаджень {\displaystyle s} — задаються екзогенно і залишаються постійними для будь-якого часового проміжку[8]. Але це не забороняє їх змінювати при обчисленні нового часового ряду для моделі з новими параметрами.
- Заощадження дорівнюють інвестиціям: {\displaystyle S=I=sY}, {\displaystyle Y=C+I}[9].
- Фіскальна політика (податки й державні витрати) у моделі відсутня.
- Час {\displaystyle t} змінюється неперервно[3][2].

Виробнича функція зазвичай має вигляд {\displaystyle Q=Af(K,L)} або {\displaystyle Q=f(K,L)} де {\displaystyle Q} — кількість зроблених товарів, {\displaystyle A} — досить довільний коефіцієнт, який трактується як вплив поточної технології на продуктивність праці, {\displaystyle K} — агрегований капітал, {\displaystyle L} — кількість праці. У моделі Солоу — Свона кількість праці залежить від чисельності населення (припускається, що кожна особа в середньому відпрацює деякий час). Але результат цієї праці залежить від застосованих на виробництві технологій, тобто від коефіцієнту ефективності праці {\displaystyle A}. Попервах цей коефіцієнт задавався як константа. Після вдосконалення моделі в 1957 році, для врахування технологічного зростання у виробничій функції незмінну {\displaystyle A} перетворили на додатковий параметр функції, який отримав здатність змінюватись у часі за тою ж схемою, що й {\displaystyle L}. Тому в моделі кількість ефективної праці є добутком поточних значень {\displaystyle AL}.
Виробнича функція моделі Солоу — Свона задовольняє неокласичним передумовам:
- функція має постійну віддачу від масштабу: {\displaystyle Y(aK,aAL)=aY(K,AL)}, тобто однаковий відсоток збільшення факторів дає такий самий відсоток збільшення результату;
- населення в моделі рівне сукупним трудовим ресурсам, воно експоненційно зростає з постійним темпом {\displaystyle n}[3]: {\displaystyle L_{t}=L_{0}e^{nt},\ n=const}.
- технологічний прогрес експоненційно збільшує продуктивність праці (нейтральний по Харроду): {\displaystyle Y_{t}=Y(K_{t},A_{t}L_{t}),\ A_{t}=A_{0}e^{gt},\ g=const};
- гранична продуктивність чинників позитивна і спадна: {\displaystyle {\frac {\partial Y}{\partial K}}>0,\ {\frac {\partial ^{2}Y}{\partial K^{2}}}<0,\ {\frac {\partial Y}{\partial L}}>0,\ {\frac {\partial ^{2}Y}{\partial L^{2}}}<0};
- якщо задіяність (наявність) одного з факторів нескінченно мала, то його продуктивність нескінченно велика, якщо ж задіяність одного з факторів нескінченно велика, то його продуктивність нескінченно мала (див. умови Інади): {\displaystyle \lim _{K\to 0}{\frac {\partial Y}{\partial K}}=\lim _{L\to 0}{\frac {\partial Y}{\partial L}}=+\infty ,\ \lim _{K\to +\infty }{\frac {\partial Y}{\partial K}}=\lim _{L\to +\infty }{\frac {\partial Y}{\partial L}}=0};
- для виробництва необхідний кожен фактор: {\displaystyle Y(K,0)=Y(0,AL)=0}.

Для пошуку розв'язку моделі використовують питомі показники:
- випуск на одиницю ефективної праці {\displaystyle y={\frac {Y}{AL}}},
- запас капіталу на одиницю ефективної праці {\displaystyle k={\frac {K}{AL}}},
- споживання на одиницю ефективної праці {\displaystyle c={\frac {C}{AL}}},
- інвестиції на одиницю ефективної праці {\displaystyle i={\frac {I}{AL}}}.

Тоді виробничу функцію можна записати в наступному вигляді: {\displaystyle y={\frac {Y}{AL}}=Y{\biggl (}{\frac {K}{AL}},1{\biggr )}=f(k)}.
Найчастіше як конкретний приклад виробничої функції, що задовольняє передумовам моделі, застосовують виробничу функцію Кобба  — Дугласа :
{\displaystyle Y=K^{\alpha }(AL)^{1-\alpha },\ y=k^{\alpha },\ 0<\alpha <1},
щоб підкреслити розрахунок для певного часу від початкових значень, до формули додають часовий індекс:
{\displaystyle Y(t)=K(t)^{\alpha }(A(t)L(t))^{1-\alpha }\,}
Де {\displaystyle \alpha } — еластичність випуску за капіталом, {\displaystyle (1-\alpha )} — еластичність випуску за працею.
Поведінка споживачів в явному вигляді в моделі не розглядається. Функція корисності відсутня. Замість цього є екзогенно задана норма заощаджень {\displaystyle s} в межах {\displaystyle 0<s<1}, що трактується як збереження домогосподарствами частки свого доходу {\displaystyle s}, а на споживання залишається частка {\displaystyle 1-s}. Співвідношення між ними не залежить від будь-яких подій в економіці.

### Стаціонарний стан в моделі

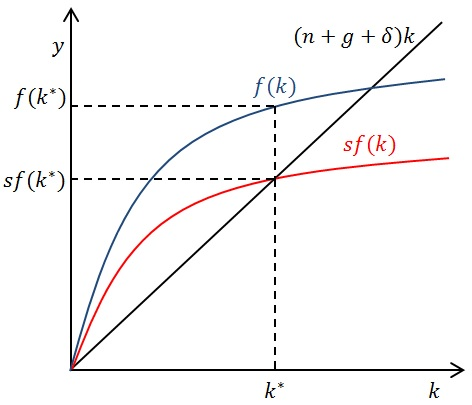
Модель Солоу — Свона, фазова площина, рівновага

Виходячи з передумов моделі, в кожен момент часу {\displaystyle t} капітал збільшується на розмір інвестицій, тобто на {\displaystyle sY}, та зменшується на {\displaystyle \delta K}. Таким чином, можна записати похідну капіталу за часом {\displaystyle {\dot {K}}} в наступному вигляді :
{\displaystyle {\dot {K}}=sY_{t}-\delta K_{t}}.
Враховуючи що {\displaystyle k={\frac {K}{AL}}}, похідну капіталоозброєність праці з постійною ефективністю {\displaystyle {\dot {k}}} за часом можна виразити таким чином :
{\displaystyle {\dot {k}}={\frac {\dot {K}}{A_{t}L_{t}}}-{\frac {K_{t}({\dot {L}}A_{t}+L_{t}{\dot {A}})}{(A_{t}L_{t})^{2}}}={\frac {sY_{t}-\delta K_{t}}{A_{t}L_{t}}}-{\frac {K}{AL}}\times {\frac {\dot {L}}{L_{t}}}-{\frac {K_{t}}{A_{t}L_{t}}}\times {\frac {\dot {A}}{A_{t}}}=sf(k_{t})-(n+g+\delta )k_{t}},
де {\displaystyle {\dot {L}}} — похідна розміру населення за часом,
{\displaystyle {\dot {A}}} — похідна ефективності праці за часом.
Виходячи з раніше прийнятих передумов:
{\displaystyle {\frac {\dot {L}}{L_{t}}}=n}
{\displaystyle {\frac {\dot {A}}{A_{t}}}=g}
Якщо інвестиції на одиницю ефективної праці {\displaystyle i_{t}=sf(k_{t})} перевищують вибуття капіталу на одиницю ефективної праці {\displaystyle (n+g+\delta )k_{t}}, то росте капіталоозброєність праці з постійною ефективністю {\displaystyle k}, в іншому випадку — падає. У стаціонарному стані рівень капіталу на одиницю ефективної праці {\displaystyle k} постійний, тобто {\displaystyle {\dot {k}}=0}, тобто стійкий рівень капіталоозброєності праці з постійною ефективністю {\displaystyle k^{*}} знаходиться з рівняння :
{\displaystyle sf(k^{*})=(n+g+\delta )k^{*}}.

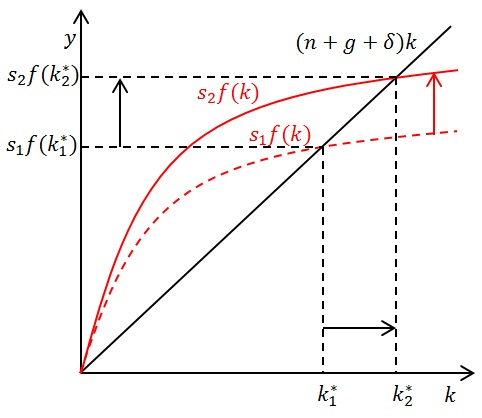
Модель Солоу — Свона, фазова площина, зміна норми заощаджень

У стаціонарному стані темп зростання продуктивності праці дорівнює темпу технічного прогресу, а темп економічного зростання — сумі темпу технічного прогресу і темпу зростання населення.
Графічно досягнення рівноваги в моделі показано на ілюстрації.
При зростанні норми заощаджень інвестиції перевищують вибуття капіталу, {\displaystyle k} росте до досягнення рівноваги при більш високому рівні {\displaystyle k}. У процесі переходу до нового стаціонарного стану темп зростання продуктивності праці випереджатиме темп технічного прогресу і при досягненні нової рівноваги вони зрівняються. Перехід до нового стаціонарного стану при зміні норми заощаджень показаний графічно на ілюстрації.
У стаціонарному стані темп приросту показників на одиницю ефективної праці дорівнює нулю :
{\displaystyle {\frac {\dot {y}}{y}}=g_{y}={\frac {\dot {c}}{c}}=g_{c}={\frac {\dot {h}}{h}}=g_{h}={\frac {\dot {k}}{k}}=g_{k}=0}.
Показники на одиницю праці зростають з темпом технологічного прогресу {\displaystyle g} :
{\displaystyle {\frac {{\bigl (}{\dot {\frac {Y}{L}}}{\bigr )}}{\frac {Y}{L}}}=g_{Y/L}={\frac {{\bigl (}{\dot {\frac {C}{L}}}{\bigr )}}{\frac {C}{L}}}=g_{C/L}={\frac {{\bigl (}{\dot {\frac {H}{L}}}{\bigr )}}{\frac {H}{L}}}=g_{H/L}={\frac {{\bigl (}{\dot {\frac {K}{L}}}{\bigr )}}{\frac {K}{L}}}=g_{K/L}=g}.
Валові показники зростають у темпі, що дорівнює сумі темпів приросту технологічного прогресу {\displaystyle g} і населення {\displaystyle n} :
{\displaystyle {\frac {\dot {Y}}{Y}}=g_{Y}={\frac {\dot {C}}{C}}=g_{C}={\frac {\dot {H}}{H}}=g_{H}={\frac {\dot {K}}{K}}=g_{K}=g+n}.

### Оптимальний рівень норми заощаджень (Золоте правило)

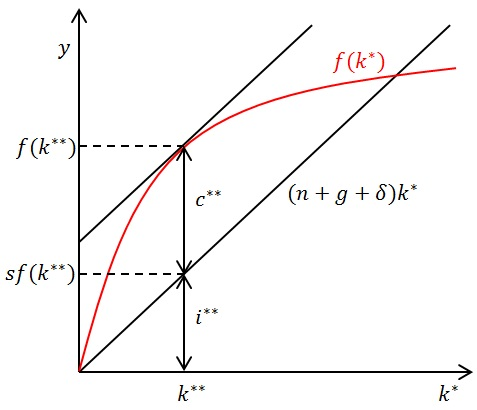
Модель Солоу — Свона, фазова площина, «Золоте правило»

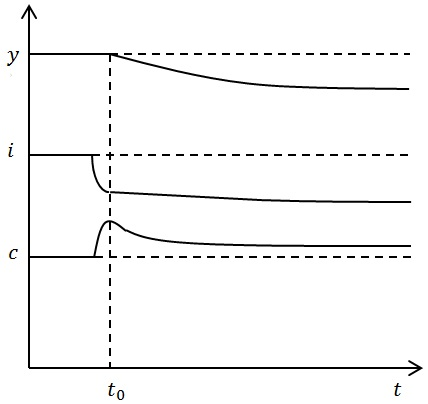
Модель Солоу — Свона, перехід до «Золотого правила», варіант 1

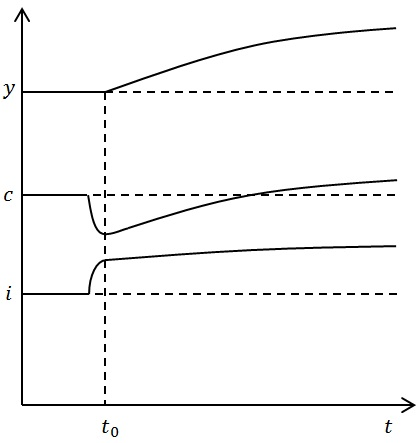
Модель Солоу — Свона, перехід до «Золотого правила», варіант 2

Після знаходження стійкого рівня {\displaystyle k^{*}} наступним завданням є пошук такого значення норми заощаджень {\displaystyle s^{*}}, при якому в стійкому стані споживання на одиницю ефективної праці {\displaystyle c} максимально. Тобто, необхідно розв'язати задачу :
{\displaystyle \max _{s}{c[k(s)]}}
за умови:
{\displaystyle {\dot {k}}=0}.
Записавши {\displaystyle c} через {\displaystyle k}, маємо :
{\displaystyle c[k(s)]=(1-s)y=f[k(s)]-(n+g+\delta )k(s)}.
Похідна {\displaystyle {\frac {\partial c}{\partial s}}} дорівнює :
{\displaystyle {\frac {\partial c}{\partial s}}={\biggl (}{\frac {\partial f}{\partial k}}-(n+g+\delta ){\biggr )}{\frac {\partial k}{\partial s}}}.
У точці максимуму {\displaystyle {\frac {\partial c}{\partial s}}=0}. Із ростом норми заощаджень капіталоозброєність одиниці ефективної праці зростає, тому {\displaystyle {\frac {\partial k}{\partial s}}>0}. Значить, у точці максимуму має виконуватися рівність :
{\displaystyle {\frac {\partial f(k^{**})}{\partial k}}=n+g+\delta },
де {\displaystyle k^{**}} — стійкий рівень капіталоозброєності на одиницю ефективної праці, що відповідає максимальному споживанню.
Таким чином, норма заощаджень {\displaystyle s^{*}}, що максимізує споживання {\displaystyle c}, знаходиться з розв'язку системи рівнянь :
{\displaystyle {\begin{cases}s^{*}f(k^{**})=(n+g+\delta )k^{**},\\{\frac {\partial f(k^{**})}{\partial k}}=n+g+\delta .\end{cases}}}
За результатом розв'язку цієї системи оптимальна норма заощадження, що відповідає «Золотому правилу», дорівнює еластичності випуску за капіталом :
{\displaystyle s^{*}={\frac {k^{**}}{f(k^{**})}}\times {\frac {\partial f(k^{**})}{\partial k}}}.
Графічно «Золоте правило» норми заощадження в моделі показано на ілюстрації. Обирається така норма заощаджень, за якої нахил кривої {\displaystyle f(k)} дорівнює {\displaystyle n+g+\delta }, оскільки саме в цій точці максимальний рівень перевищення кривої {\displaystyle f(k)} над кривою {\displaystyle (n+g+\delta )k} (що складає споживання {\displaystyle c}). Таким чином, норма заощаджень, що забезпечує максимальний стійкий рівень споживання, дорівнює еластичності випуску за капіталом в стійкому стані, відповідному цій нормі заощаджень. Отримане значення {\displaystyle s^{*}} називають «Золотим правилом» норми заощадження, а {\displaystyle k^{**}} — капіталоозброєністю на одиницю ефективної праці, що відповідає «Золотому правилу».
Якщо норма заощаджень {\displaystyle s} вище «Золотого правила», то за її зниження до рівня «Золотого правила» споживання {\displaystyle c} спочатку різко зростає, потім знижується, але в підсумку стабілізується на рівні вище початкового. Зміна показників із плином часу при такому переході до «Золотого правила» представлена на ілюстрації як варіант 1.
Якщо норма заощаджень {\displaystyle s} нижче «Золотого правила», то за її зростання до рівня «Золотого правила» споживання {\displaystyle c} спочатку знижується, але потім зростає і перевищує початковий рівень. Зміна показників з плином часу при такому переході до «Золотого правила» представлена на ілюстрації як варіант 2.
Якщо як виробнича функція в моделі застосовується функція Кобба — Дугласа у вигляді {\displaystyle Y=K^{\alpha }(AL)^{1-\alpha }} з постійною еластичністю випуску за капіталом, тоді {\displaystyle s^{*}=\alpha }.

### Конвергенція
Для оцінки швидкості наближення до стійкого стану, потрібно оцінити розмір {\displaystyle {\frac {\dot {k}}{k}}}. Для цього потрібно розділити рівняння {\displaystyle {\dot {k}}=0} на {\displaystyle k} (з урахуванням того, що в стаціонарному стані {\displaystyle sf(k^{*})=(n+g+\delta )k^{*}}) :
{\displaystyle {\frac {\dot {k}}{k}}={\frac {sf(k)}{k}}-(n+g+\delta )=(n+g+\delta ){\biggl (}{\frac {f(k)k^{*}}{f(k^{*})k}}-1{\biggr )}}
Таким чином, за умови {\displaystyle k_{0}<k^{*}}, чим далі країна знаходиться від рівноважного стану, тим вище темпи зростання. Лінійна апроксимація {\displaystyle {\dot {k}}} залежно від {\displaystyle k} за допомогою розкладання в ряд Тейлора навколо точки {\displaystyle k=k^{*}} виглядає наступним чином :
{\displaystyle {\dot {k}}\approx {\frac {\partial {\dot {k}}}{\partial k}}\vert _{k=k^{*}}(k-k^{*})},
де {\displaystyle {\frac {\partial {\dot {k}}}{\partial k}}\vert _{k=k^{*}}=s{\frac {\partial f(k^{*})}{\partial k}}-(n+g+\delta )=(n+g+\delta ){\biggl (}{\frac {k^{*}}{f(k^{*})}}\times {\frac {\partial f(k^{*})}{\partial k}}-1{\biggr )}=(n+g+\delta )(\epsilon _{fk}^{*}-1)},
де {\displaystyle \epsilon _{fk}^{*}} — еластичність випуску за капіталом в стійкому стані.
Це рівняння можливо представити в наступному вигляді :
{\displaystyle k_{t}-k^{*}=e^{-\lambda t}(k_{0}-k^{*})},
де {\displaystyle \lambda } — коефіцієнт, що характеризує швидкість конвергенції.
Таким чином, модель Солоу — Свона передбачає умовну конвергенцію, тобто, що бідні країни будуть рости швидше багатих і врешті-решт досягнуть їх рівня добробуту за умови, що структурні параметри їх економік однакові.

## Переваги, недоліки і подальший розвиток моделі
Модель Солоу — Свона надала необхідну математичну базу (побудова фазової площини) для аналізу темпів зміни капіталу й економічного ефекту від економічного прогресу, на якій у подальшому дослідники створили багато складніших моделей. Саме тому її вважають відправною точкою для всіх сучасних досліджень економічного зростання. Модель вплинула на всю макроекономічну теорію.
Але разом з тим модель не змогла дати пояснення багатьом проблемам, пов'язаним з економічним зростанням. З теоретичної точки зору, модель не показує, яким чином рішення домогосподарств впливають на норму заощадження і, разом з рішеннями фірм, на темпи економічного зростання. Параметри норми заощаджень і темпів науково-технічного прогресу в моделі просто задаються екзогенно, рішення економічних агентів на них ніяк не впливають, що не влаштовувало дослідників. Більш того, навіть сильна сторона моделі — віддзеркалення процесу накопичення капіталу — по суті являє собою «чорний ящик», механізм впливу економічних агентів на який в моделі не розкритий.
Модель Солоу — Свона була піддана всебічному критичному аналізу в ході теоретичної дискусії двох Кембриджів про капітал. Було показано, що в межах моделі повинні виконуватись припущення, малореальні для практичних умов, але лише за їх виконання висновки з моделей можуть щось дійсно сказати про світ. Приклад таких припущень: модель передбачає безперервно досяжну рівновагу з «повною зайнятістю» всіх ресурсів. Модель також суперечить кейнсіанскому підходу, в якому заощадження визначають розмір інвестицій, а не навпаки.
Емпірична перевірка деяких положень моделі продемонструвала, що вони не знаходять підтвердження на практиці. Модель передбачає наявність умовної конвергенції, що означає, що бідні країни повинні рости швидше багатих за умови подібності структурних параметрів, але в реальності цього не відбувається, як показали дослідження Р. Холла і Ч. Джонса, Дж. Де Лонга, П. Ромера. Є лише поодинокі приклади (японське економічне диво, корейське економічне диво), коли бідні країни змогли наздогнати багаті за рівнем ВВП на душу населення. У більшості випадків зближення рівнів розвитку не відбувається. Модель не пояснює, чому бідні країни в більшості випадків залишаються бідними і не можуть наздогнати заможних.
Після появи моделі дослідники намагались з її допомогою порівнювати відсоткові ставки в різних країнах, і це порівняння відразу показало невідповідність моделі спостереженням.
Значно пізніше публікацій робіт Роберта Солоу і Тревора Свона Втім, коли після Другої світової війни минуло кілька десятків років і накопичилась статистика, з'явилися докладні дослідження щодо конвергенції.

### Невідповідність моделі емпіричним даним
Сумніви в тому, що модель Солоу — Свона адекватно описує економічні процеси, з'явилися вже в 1960-х роках, коли дослідники звернули увагу на японське економічне диво. У 1950 році розмір ВВП на душу населення (в термінах моделі {\displaystyle {\frac {Y}{L}}}) В Японії був в 5 разів менше за розмір ВВП на душу населення США. Виходячи з моделі і припускаючи однакову технологічну структуру економік США і Японії, отримаємо :
{\displaystyle {\frac {Y}{L}}=A{\biggl (}{\frac {K}{L}}{\biggr )}^{\alpha }},
{\displaystyle {\frac {\partial f(k)}{\partial k}}={\frac {\partial (AK^{\alpha }L^{1-\alpha })}{\partial K}}=\alpha A{\biggl (}{\frac {K}{L}}{\biggr )}^{\alpha -1}=\alpha A^{\frac {1}{\alpha }}{\biggl (}{\frac {Y}{L}}{\biggr )}^{-{\frac {1-\alpha }{\alpha }}}},
{\displaystyle r={\frac {\partial f(k)}{\partial k}}-\delta },
{\displaystyle {\frac {r_{JPN}+\delta }{r_{USA}+\delta }}={\frac {{\biggl (}{\frac {Y}{L}}{\biggr )}_{USA}^{\frac {1-\alpha }{\alpha }}}{{\biggl (}{\frac {Y}{L}}{\biggr )}_{JPN}^{\frac {1-\alpha }{\alpha }}}}=5^{\frac {1-\alpha }{\alpha }}},
де {\displaystyle r_{JPN}} — відсоткова ставка в Японії, {\displaystyle r_{USA}} — у США, {\displaystyle {\biggl (}{\frac {Y}{L}}{\biggr )}_{JPN}} — ВВП на душу населення в Японії, {\displaystyle {\biggl (}{\frac {Y}{L}}{\biggr )}_{USA}} — ВВП на душу населення в США.
Використовуючи звичайні для розрахунків значення {\displaystyle \alpha ={\frac {1}{3}}}, {\displaystyle \delta =0,1}, а також оцінку {\displaystyle r_{USA}} на початок 1950-х років у розмірі 0,065, ми отримаємо, що {\displaystyle r_{JPN}=4,025}, тобто, що відсоткова ставка в Японії в 1950 році за моделлю повинна бути близько 402,5 %, що дуже далеко від реальних значень. Таким чином, вже в 1960-х роках стало зрозуміло, що модель Солоу — Свона — тільки початковий етап в розумінні природи економічного зростання.

### Подальший розвиток моделі
Настільки сильне відхилення реальних значень відсоткової ставки від теоретичних стало причиною розвитку складніших моделей, припущення яких щодо процентної ставки були б більш реалістичними. Одні дослідники пішли шляхом розширення поняття капітал за рахунок включення в нього людського капіталу. При такому підході значення {\displaystyle \alpha } підвищувався з приблизно ⅓ до приблизно ⅔ (якщо вважати суму людського і фізичного капіталу), за цього різниця процентних ставок у розвиненої і наздоганяючої країн стає набагато менше, ніж передбачена за моделлю Солоу — Свона. Результатом такого підходу стала модель Менкен — Ромера — Вейла. Інші дослідники стали розробляти моделі, в яких спочатку норма заощаджень, а потім і темпи економічного зростання, не задаються екзогенно, а є наслідком рішень економічних агентів. Першим кроком у цьому напрямку стала модель Ремзі — Касса — Купманса. Модель перетинних поколінь (1965 рік) дозволила не тільки моделювати норму заощаджень ендогенно, але і дослідити вплив на рівень споживання типу пенсійної системи (солідарна чи накопичувальна). Значно пізніша АК-модель (1990 рік) також є варіантом розвитку моделі Солоу — Свона.

## Відзнаки
У 1987 році Шведська королівська академія наук нагородила Роберта Солоу Нобелівською премією з економіки за «внесок в теорію економічного зростання», який пов'язаний з розробкою цієї моделі.